# Последњи из Енглеске (филм)
Последњи из Енглеске (енгл. The Last of England) британски је артхаус драма филм из 1987. године у режији Дерека Џармана. Главну улогу игра Тилда Свинтом.

## О филму
Филм представља поеткси приказ и став Дерека Џармана током председништва Маргарет Тачер као и осећање губитка традиционалне енглеске културе 1980-их  (укључујући формирање члана 28 Закона о локалној управи која забрањује промоцију ЛГБТ група), проглашавајући је хомофобичним и репресивниом тоталитарном државом. Године 1986. током снимања филма, Џарману је дијагностикована ХИВ инфекција, тако да је филм спој бесне маште и огорчености редитеља. Филм је назван The Last of England, по истоименој слици сликара Форда Мадокса Брауна. Слика и филм деле теме бекства и исељење главне глумице.

## Снимање
Филм је снимљен у првом плану, дрхтавом ручном камером уз пратљу стиха Томаса Стернса Елиота и Алена Гинзберга које чита Најџел Тери. Џејмс Макеј је тиме желео да изазове стрепњу код гледалаца. Једна од најпознатијих сцена у филму је слика Тилде Свинтон, обучена идентично као жена са слике Форда Медокса Брауна, оплакивајући погубљеног мужа, док се пламен вије иза ње. Сцена је снимљена у близини режисерове куће на плажи у административном округу Кент.

## Улоге
| Глумац        | Улога         |
| ------------- | ------------- |
| Тилда Свинтон | служавка      |
| Спенсер Леих  | војник        |
| Џони Филипс   | истоимени лик |
| Нигел Тери    | наратор       |

## Награде
Дерек Џарман је, 1988. године, за филм добио награду Теди, међународну филмску награду за филмове са ЛГБТ темама, коју додељује независни жири као званичну награду Берлинског филмског фестивала. Тилда Свинтон је добила награду жирија за свој наступ у филму.